# Einar Lindberg (tecknare)
Einar Eugen Lindberg, född 2 september 1898 i Hällenäs-Degerfors församling, död 4 augusti 1969 i Obbola, Holmsunds församling, var en svensk tecknare och konsthantverkare.
Han var son till Karl Lindberg och Anna Karolina Persdotter. Lindberg genomgick en teckningskurs vid Isaac Grünewalds konstskola 1943. Vid Umeå-utställningen 1929 tilldelades han en silvermedalj för sina uppvisade träskulpturer. Han var huvudsakligen verksam som skämt- och serietecknare, bland annat i Aftonbladet och Familjetidningen Smålänningen. Han utgav sedan 1937 under ett flertal år album med sina serieteckningar. Han signerade sina arbeten med Elg.
Hans mest kända seriefigur är "Sympatiska Filip".

### Fotnoter
1. ↑  Sveriges dödbok 8 1830–2020 (2021)
2. ↑  Libris
3. ↑  Sympatiska Filip på Seriewikin